# Neotephritis bruesi
Neotephritis bruesi är en tvåvingeart som först beskrevs av Bates 1933.  Neotephritis bruesi ingår i släktet Neotephritis och familjen borrflugor.
Artens utbredningsområde är Jamaica. Inga underarter finns listade i Catalogue of Life.